# Kai-Alexander Schlevogt
Kai Alexander Schlevogt (* 1971 in Bonn) ist ein deutscher Betriebswirtschaftler und Hochschuldozent.

## Leben
Schlevogt wurde in Bonn geboren und absolvierte zwischen 1991 und 1995 ein Wirtschaftsstudium an der London School of Economics and Political Science, an der Ecole des Hautes Etudes in Paris sowie an der Peking University of International Business and Economics. Zwischen 1995 und 1998 erfolgte die Promotion (Dr. Phil) an der Oxford-Universität mit einer Arbeit über Organisationsstrukturen und Managementpraktiken von Chinesischen Unternehmen. Noch vor Einreichung seiner Dissertation dozierte er als Gastwissenschaftler an verschiedenen Universitäten, darunter an der Universität Harvard und an der Universität Singapur. Als Fellow war er anschließend am McKinsey Global Institute (MGI) in Shanghai und San Francisco beschäftigt und war nach Beendigung seiner Fellowtätigkeit weiterhin Unternehmensberater bei McKinsey & Co.  Nach einem Ruf an die Peking-Universität bezeichnete er sich selbst im Jahr 2000 als „ersten permanenten ausländischen Professor an einer chinesischen Universität in der Geschichte der Volksrepublik“ sowie 2003 als „jüngsten Professor Deutschlands“, einen Titel, dessen offizielle, amtliche Führung ihm das Mecklenburgische Bildungsministerium jedoch nicht anerkannte. 2007 erfolgte schließlich die Ernennung zum Professor für Strategie und Führung an der National University of Singapore (NUS) Business School.
Schlevogt ist katholisch und Mitglied der CDU. Er spricht nach eigenen Angaben neben seiner Muttersprache Deutsch auch fließend Chinesisch, Englisch, Russisch und Französisch.
Seinen Wohnsitz hat Schlevogt in Berlin.
Das Marquis Who’s Who in the World listet ihn in seiner 20. Auflage (2003) als beachtenswerte, lebende Persönlichkeit. Im selben Jahr erfolgte die Aufnahme in das von Schmidt-Römhild herausgegebene deutsche Äquivalent Wer ist wer? Das deutsche Who’s Who, welches bis zu seiner Einstellung 2015 besondere Personen ehrte.

## Rechtsstreit und Kritik
Im Frühjahr 2002 gründete Schlevogt eine private Wirtschaftsschule für Studierende aus dem asiatischen Raum. Das Unterrichtskonzept der Privatschule wurde zunächst vom Land Mecklenburg-Vorpommern durch die Bereitstellung von Unterrichtsräumlichkeiten am ehemaligen Gymnasium Fridericianum in Schwerin unterstützt. Aus Kostengründen verlegte Schlevogt die Businessschule 2003 in das Großherzogliche Palais in Neustrelitz, das er für 100.000 Euro vom Land Mecklenburg-Vorpommern erwarb.  Mit dem Kauf verpflichtete sich Schlevogt, das zwischen 1913 und 1915/1916 erbaute und denkmalgeschützte Palais vollständig zu sanieren. Zudem behielt sich Mecklenburg-Vorpommern eine Rückkaufsklausel bei, wonach das Palais bei Nicht-Umsetzung der Businessschule innerhalb von zehn Jahren wieder zurück an das Land fallen sollte. Jene Klausel kam schließlich 2013 zum Tragen, nachdem abzusehen war, dass Schlevogt keine, wie im Kaufvertrag vorgesehen, Rundumsanierung durchführte und es ihm weiterhin nicht gelungen war, dort eine Schule langfristig zu etablieren. Stattdessen war der Schulbetrieb bereits 2003 nach nur wenigen Monaten eingestellt worden. Des Weiteren hatte es im Vorfeld durch die Schüler bereits massive Kritik an den schulinternen Verhaltensregeln, häufigen Wechseln von Lehrpersonal, hohen Schulkosten und auch am Lehrkonzept selbst gegeben. Schlevogt war jedoch nicht bereit, den Kaufvertrag rückabzuwickeln und stellte dem Land stattdessen seine eigenen Investitionen in Rechnung. Statt einer ordnungsgemäßen Rückgabe, folgte zunächst ein fast sechs Jahre andauernder Rechtsstreit, der erst 2019 mit einem rechtskräftigen Urteil des Berliner Kammergerichts beigelegt wurde. Im gegenseitigen Einverständnis entschädigte das Land Mecklenburg-Vorpommern Schlevogt mit etwa 585.000 Euro und das Palais gelangte wieder in Landesbesitz.

## Schriften (Auswahl)
- Brave New Saw Wave World: Emerging and Submerging Asia in the Global environment, 2011.
- The Art of Chinese Management. Theory. Evidence and Applications, 2002.
- Inside Chinese Organizations. An Empirical Study of Business Practices in China, 2000.
- Power and Control in Chinese Private Enterprises: Organizational Design in the Taiwanese Media Industry, 1998.